# Antonio Spagnoli
Antonio Spagnoli (Roma, 12 giugno 1953) è un ex rugbista a 15 italiano.

## Biografia
Attivo in carriera nel ruolo di pilone, tra il 1966 e il 1992 militò in serie A con Frascati, Brescia, CUS Milano, Benetton e Amatori Milano, vincendo due campionati nazionali, nel 1975 con il Brescia e nel 1983 con il Treviso.
Fece parte del primo, storico tour dell'Italia del 1973, nel quale la nazionale incontrò diverse selezioni, in incontri ufficiali e non.
L'unico test match in cui Spagnoli fu schierato fu quello del 16 giugno 1973 a Salisbury (oggi Harare) contro la nazionale rhodesiana (oggi Zimbabwe), anche se la prestazione tecnicamente più rilevante fu quella del 7 luglio successivo a Port Elizabeth contro i South Africa Leopards, in pratica la selezione coloured del Sudafrica, partita non riconosciuta ufficialmente ma vinta 24-4 dall'Italia.

## Palmarès
- Campionati italiani: 2
Brescia: 1974-75
Benetton Treviso: 1982-83